# ホニエルソン・ダ・シルバ・バルボサ
ホニエウソン・ダ・シウヴァ・バルボーザ（Ronielson da Silva Barbosa, 1995年5月11日  - ）は、パラー州マガリャンイス・バラタ出身のプロサッカー選手。カンピオナート・ブラジレイロ・セリエA・アトレチコ・ミネイロ所属。ポジションはFW（CF, SS）。
Jリーグ時代の登録名はロニではなく、ブラジルポルトガル語により忠実な「ホニ」で選手登録された。

## 来歴

### ブラジル時代 (第1次)
2014年までクルーベ・ド・レモのユースに所属する。同年3月26日、サン・フランシスコFC戦でトップチームデビューすると同点弾を挙げ、1-1のドローに持ち込むことに貢献した
カンピオナート・パラエンセ連覇を経験すると、そのスピードを買われ2015年4月22日にクルゼイロECへ引き抜かれる。移籍金は32.1万レアルで、2年延長オプションが付帯する3年契約を締結した。
クルゼイロで出場機会を得られない中、2016シーズンはブラジル・セリエBのクルービ・ナウチコ・カピバリービへ期限付き移籍。公式戦51試合に出場し、チーム内最多となる14得点を記録した。

### アルビレックス新潟
2017年1月よりアルビレックス新潟へ加入。新潟はクルゼイロに対し400万レアル（日本円で当時約1億4000万円）を支払い保有権の80%を取得したと報道された。俊敏性とドリブルの能力を評価され、この冬3人目のブラジル人新戦力となった。3月18日の横浜F・マリノス戦で40分に加入後初ゴールとなる同点弾を挙げ、敵地で1-1のドローに持ち込む。5月20日にコンサドーレ札幌をホームに迎えると、56分にこの試合唯一となる得点を記録。呂比須ワグナー新監督の初陣を勝利で飾ることに貢献した。
2017シーズンの結果、新潟はJ2リーグへの降格が決定する。新潟は完全移籍のオプションを行使した立場をとったが、翌年1月にはレンタル元であったクルゼイロからボタフォゴFRへの移籍が発表された。新潟からのレンタルという形で再び交渉が行われたが、金銭面で折り合わず結局破談となった。その後は御前崎市で行われていたトップチームのキャンプに合流したが、選手登録に向けたメディカルチェック後はキャンプ地に戻ることなく、数週間後にブラジルへ帰国した。新潟は3月7日にJFAへ、3月30日にJリーグへそれぞれ選手登録を完了させたが、本人はその後もクラブへの復帰要請に応じなかった。4月には自身がフリーの状態であるとの声明を発表。翌月にはFIFAによって他クラブとの契約交渉が暫定的に許可されたことが報道された。

### ブラジル時代 (第2次)
その後アトレチコ・パラナエンセがブラジルサッカー連盟を通じて国際移籍証明書 (ITC) の発行をJFAへ要請。新潟はこれを拒否し、FIFAから「発行拒否の理由を説明すること」を求められ回答した。それでもFIFAが暫定的なITCを発行したことで、7月8日よりアトレチコ・パラナエンセでプレーすることとなった。新潟は9月14日に登録を抹消したこと、FIFAに対して提訴することを視野に正当性を説明していくことを発表した。この年にクラブはコパ・スダメリカーナを制し、優勝メンバーの一員となった。
2019年8月7日、Jリーグカップ/コパ・スダメリカーナ王者決定戦の湘南ベルマーレ戦では56分にゴールネットを揺らし、4-0での勝利に貢献した。同年にはコパ・ド・ブラジウでも優勝。SEパウメイラスやSCコリンチャンス・パウリスタといったビッグクラブから興味を示されるが、2023年末までアレナ・ダ・バイシャーダに留まる新契約に合意した。
2020年2月21日、SEパルメイラスへ4年契約で移籍することが発表された。
2021シーズンのコパリベルタドーレスでは10試合で6得点を挙げる活躍で大会得点王にも輝いた

## 人物・プレースタイル
スピードと強烈なミドルシュートを持ち、ウイングハーフ,センターフォワード時に,自分の持ち味であるスピードを生かす抜け出しが得意。
前線からの守備も見どころでしっかりと守備に参加しチームを助けている。
決定力も一級品で2021シーズンのコパリベルタドーレスでは10試合6得点という結果を残し大会得点王にも輝いている。

## 個人成績
| 国内大会個人成績 | 国内大会個人成績 | 国内大会個人成績 | 国内大会個人成績 | 国内大会個人成績 | 国内大会個人成績 | 国内大会個人成績 | 国内大会個人成績 | 国内大会個人成績 | 国内大会個人成績 | 国内大会個人成績 | 国内大会個人成績 |
| 年度             | クラブ           | 背番号           | リーグ           | リーグ戦         | リーグ戦         | リーグ杯         | リーグ杯         | オープン杯       | オープン杯       | 期間通算         | 期間通算         |
| 年度             | クラブ           | 背番号           | リーグ           | 出場             | 得点             | 出場             | 得点             | 出場             | 得点             | 出場             | 得点             |
| ブラジル         | ブラジル         | ブラジル         | ブラジル         | リーグ戦         | リーグ戦         | ブラジル杯       | ブラジル杯       | オープン杯       | オープン杯       | 期間通算         | 期間通算         |
| ---------------- | ---------------- | ---------------- | ---------------- | ---------------- | ---------------- | ---------------- | ---------------- | ---------------- | ---------------- | ---------------- | ---------------- |
| 2014             | レモ             |                  | セリエD          | 10               | 3                | 0                | 0                | -                | -                | 10               | 3                |
| 2014             | レモ             |                  | PA州選手権       | 0                | 0                | 0                | 0                | -                | -                | 10               | 3                |
| 2015             | レモ             |                  | セリエD          | 0                | 0                | 2                | 0                | -                | -                | 6                | 0                |
| 2015             | レモ             |                  | PA州選手権       | 4                | 0                | 2                | 0                | -                | -                | 6                | 0                |
| 2015             | クルゼイロ       |                  | セリエA          | 0                | 0                | 0                | 0                | -                | -                | 0                | 0                |
| 2015             | クルゼイロ       |                  | MG州選手権       | 0                | 0                | 0                | 0                | -                | -                | 0                | 0                |
| 2016             | クルゼイロ       |                  | セリエA          | 0                | 0                | 0                | 0                | -                | -                | 0                | 0                |
| 2016             | クルゼイロ       |                  | MG州選手権       | 0                | 0                | 0                | 0                | -                | -                | 0                | 0                |
| 2016             | ナウチコ         |                  | セリエB          | 35               | 11               | 2                | 0                | -                | -                | 51               | 14               |
| 2016             | ナウチコ         |                  | PE州選手権       | 14               | 3                | 2                | 0                | -                | -                | 51               | 14               |
| 日本             | 日本             | 日本             | 日本             | リーグ戦         | リーグ戦         | リーグ杯         | リーグ杯         | 天皇杯           | 天皇杯           | 期間通算         | 期間通算         |
| 2017             | 新潟             | 7                | J1               | 32               | 7                | 2                | 0                | 2                | 1                | 36               | 8                |
| 2018             | 新潟             | 7                | J2               | 0                | 0                | 0                | 0                | 0                | 0                | 0                | 0                |
| 通算             | ブラジル         | ブラジル         | セリエA          | 0                | 0                | 0                | 0                | -                | -                | 0                | 0                |
| 通算             | ブラジル         | ブラジル         | セリエB          | 35               | 11               | 2                | 0                | -                | -                | 37               | 11               |
| 通算             | ブラジル         | ブラジル         | セリエD          | 10               | 3                | 0                | 0                | -                | -                | 10               | 3                |
| 通算             | ブラジル         | ブラジル         | PA州選手権       | 0                | 0                | 0                | 0                | -                | -                | 0                | 0                |
| 通算             | ブラジル         | ブラジル         | MG州選手権       | 0                | 0                | 0                | 0                | -                | -                | 0                | 0                |
| 通算             | ブラジル         | ブラジル         | PE州選手権       | 14               | 3                | 2                | 0                | -                | -                | 16               | 3                |
| 通算             | 日本             | 日本             | J1               | 32               | 7                | 2                | 0                | 2                | 1                | 36               | 8                |
| 通算             | 日本             | 日本             | J2               | 0                | 0                | 0                | 0                | 0                | 0                | 0                | 0                |
| 総通算           | 総通算           | 総通算           | 総通算           | 95               | 24               | 6                | 0                | 2                | 1                | 103              | 25               |

## 代表歴

### 試合数
- 国際Aマッチ 3試合（2023年）[24]

| ブラジル代表 | 国際Aマッチ | 国際Aマッチ |
| 年           | 出場        | 得点        |
| ------------ | ----------- | ----------- |
| 2023         | 3           | 0           |
| 通算         | 3           | 0           |

## タイトル
レモ
- カンピオナート・パラエンセ : 2014, 2015

アトレチコ・パラナエンセ
- コパ・スダメリカーナ : 2018
- Jリーグカップ/コパ・スダメリカーナ王者決定戦 : 2019
- コパ・ド・ブラジル : 2019

SEパルメイラス
- カンピオナート・パウリスタ : 2020
- コパ・リベルタドーレス : 2020, 2021
- コパ・ド・ブラジル : 2020